# Dilek Serbest
Dilek Serbest (* 17. März 1981 in Izmir) ist eine türkische Schauspielerin und früheres Model.

## Biographie
Serbest begann ihre Modelkarriere mit Werbeaufträgen für verschiedene Marken wie Roman, Derishow, Arzu Kaprol und Loft. Daneben trat sie in Musikvideos  mit Teoman Yakupoğlu, Ege und Levent Yüksel auf.  Ihr Debüt als Schauspielerin hatte sie 2003 in der Science-Fiction-Komödie G.O.R.A. Es folgten die Horrorfilme Büyü und Tramvay. Größere Bekanntheit erlangte sie durch ihre Rolle als Era in dem 2012 produzierten Film Fetih 1453.

## Filmografie
- Yarım Elma (2002)
- G.O.R.A. (2003)
- Büyü (2004)
- Kaybolan Yıllar (2006)
- Tramvay (2006)
- Kaybolan Yıllar (2006)
- Gurbet Yolcuları (2007)
- Dedektif Biraderler (2008)
- Şüphe (2010)
- Fetih 1453 (2012)
- Kara Para Ask (2014)
- Diriliş Ertuğrul (2014)
- Erkenci Kuş (2019)
- Adanış: Kutsal Kavga (2022)